# Думбревіца (комуна, Брашов)
Думбревіца (рум. Dumbrăvița) — комуна у повіті Брашов в Румунії. До складу комуни входять такі села (дані про населення за 2002 рік):
- Вледень (905 осіб)
- Думбревіца (3637 осіб) — адміністративний центр комуни

Комуна розташована на відстані 156 км на північ від Бухареста, 18 км на північний захід від Брашова.

## Населення
За даними перепису населення 2002 року у комуні проживали 4542 особи.
Національний склад населення комуни:
| Національність | Кількість осіб | Відсоток |
| -------------- | -------------- | -------- |
| румуни         | 4035           | 88,8%    |
| цигани         | 466            | 10,3%    |
| угорці         | 37             | 0,8%     |
| німці          | 4              | 0,1%     |

Рідною мовою назвали:
| Мова      | Кількість осіб | Відсоток |
| --------- | -------------- | -------- |
| румунська | 4483           | 98,7%    |
| угорська  | 38             | 0,8%     |
| циганська | 18             | 0,4%     |
| німецька  | 3              | 0,1%     |

Склад населення комуни за віросповіданням:
| Релігія                                       | Кількість осіб | Відсоток |
| --------------------------------------------- | -------------- | -------- |
| православні                                   | 4320           | 95,1%    |
| адвентисти                                    | 79             | 1,7%     |
| бретрени                                      | 73             | 1,6%     |
| римо-католики                                 | 23             | 0,5%     |
| баптисти                                      | 22             | 0,5%     |
| реформати                                     | 6              | 0,1%     |
| лютерани                                      | 4              | 0,1%     |
| греко-католики                                | 3              | 0,1%     |
| п'ятдесятники                                 | 2              | < 0,1%   |
| лютерани (Синодально-пресвітеріанська церква) | 1              | < 0,1%   |
| не вказали релігію                            | 3              | 0,1%     |

## Зовнішні посилання
- Дані про комуну Думбревіца на сайті Ghidul Primăriilor [Архівовано 10 жовтня 2009 у Wayback Machine.]